# Karl Brugmann
Karl Friedrich Christian Brugmann (o Brugman; Wiesbaden, 16 marzo 1849 – Lipsia, 29 giugno 1919) è stato un linguista e filologo tedesco, principale esponente della Scuola neogrammaticale che influenzò profondamente l'indoeuropeistica tra XIX e XX secolo.

## Biografia
Nato a Wiesbaden, Brugmann insegnò linguistica comparata e sanscrito all'università di Lipsia dal 1877 al 1914. Nel 1904 divenne socio straniero dell'Accademia dei Lincei.
Al centro delle sue ricerche fu la linguistica indoeuropea. Insieme a Hermann Paul e ad Hermann Osthoff, Brugmann fu uno dei più influenti ispiratori del movimento dei Neogrammatici, corrente della quale è considerato il caposcuola indiscusso. Fin dal 1876, con Nasalis sonans in der indogermanischen Grundsprache, gettò le basi di quella ricostruzione dell'indoeuropeo, attraverso la rigorosa applicazione del metodo comparativo, che sarebbe divenuta la versione "classica" della protolingua. Sviluppò poi tale paradigma nella sua Griechische Grammatik (1885) e infine con la fondamentale Grundriss der vergleichenden Grammatik der indogermanischen Sprachen, redatta insieme a Berthold Delbrück e pubblicata in prima edizione tra il 1886 e il 1893 (seconda edizione ampliata, 1897-1916; riduzione Kurze vergleichende Grammatik, 1902-1904).

## La fortuna
L'opera di Brugmann e dei Neogrammatici definì la prima, "classica" ricostruzione dell'indoeuropeo, che per decenni fu considerata definitiva; tuttavia, nel corso del XX secolo il complesso fonologico e morfosintattico dell'indoeuropeo ricostruito dai Neogrammatici apparve via via sempre più insoddisfacente, sia per l'eccessiva rigidità, sia per l'eccessiva ricchezza di strutture. La ricostruzione di Brugmann fu contestata soprattutto poiché attribuiva eccessivo peso al greco e al sanscrito, finendo per ridurre l'indoeuropeo a una sorta di sintesi tra i due idiomi. Già nel 1917, tuttavia, la decifrazione dell'ittita operata da Bedřich Hrozný dimostrò che la supposta maggior arcaicità di greco e sanscrito, postulata dai Neogrammatici e posta alla base della loro ricostruzione, era una convinzione errata: l'ittita risultò essere non solo la lingua indoeuropea di più antica attestazione, ma mostrò anche di discostarsi significativamente dal paradigma neogrammatico, mandando così in crisi il "paradigma greco-sanscritista" dei Neogrammatici. Lo studio delle ricerche di Brugmann rimane tuttavia un presupposto imprescindibile di ogni indagine indoeuropeistica, tanto che ogni ricostruzione della lingua comune, anche se elaborata in anni recenti, continua a muovere - salvo poi contestarli - dai tratti fonologici e morfosintattici elaborati da Brugmann.

## Opere

### Saggi
- (DE)  Nasalis sonans in der indogermanischen Grundsprache, 1876
- (DE)  Ein Problem der Homerischen Textkritik und der vergleichenden Sprachwissenschaft, Lipsia, S. Hirzel, 1876
- (DE)  Morphologische Untersuchungen auf dem Gebiete der indogermanischen Sprachen (con Hermann Osthoff), Lipsia, S. Hirzel, 1878-1910, 6 voll. Ora in:  Karl Brugmann, Hermann Osthoff, Morphologische Untersuchungen auf dem Gebiete der indogermanischen Sprachen, Hildesheim-New York, G. Olms, 1974-1975,  pp. 3 voll., ISBN 3-487-05079-X.
- (DE)  Zum heutigen Stand der Sprachwissenschaft, Strasburgo, Trubner, 1885
- (DE)  Griechische Grammatik. Lautlehre, Stammbildungs und Flexionslehre, Syntax in Handbuch der klassischen Altertums Wissenschaft in systematischer Darstellung, a cura di Iwan von Muller, vol. 2 (Griechische und lateinische Sprachwissenschaft), Nordlingen, C.H. Beck, 1885
- (DE)  Grundriss der vergleichenden Grammatik der indogermanischen Sprachen. Kurzgefasste Darstellung der Geschichte des Altindischen, Altiranischen (Avestischen und Altpersischen), Lateinischen, Umbrisch-Samnitischen, Altirischen, Gotischen, Althochdeutschen, Litauischen und Altkirchenslavischen (con Berthold Delbrück), Strasburgo, Trubner, 1886-1893, 5 voll.:
  - I: Einleitung und Lautlehre, 1886
  - II: Wortbildungslehre (Stammbildungs-und Fexionslehre)

tomo I: Vorbemerkungen, Nominalcomposita, reduplicierte Nominalbildungen. Nomina mit stammbildenden Suffixen. Wurzelnomina, 1889
tomo II: Zahlwortbildung, Casubildung der Nomina. Pronomina. Verbale Stammbildung und Flexion (Conjugation), 1892
- - [III-V: Vergleichende Syntax der indogermanischen Sprachen, di Berthold Delbrück]
  - indici: Indices (Wort-, Sach- und Autorenindex), 1893

Ora in:  Karl Brugmann, Berthold Delbrück, Grundriss der vergleichenden Grammatik der indogermanischen Sprachen. Kurzgefasste Darstellung der Geschichte des Altindischen, Altiranischen (Avestischen und Altpersischen), Lateinischen, Umbrisch-Samnitischen, Altirischen, Gotischen, Althochdeutschen, Litauischen und Altkirchenslavischen, Berlino-New York, de Gruyter, 1967.
- (DE)  Grundriss der vergleichenden Grammatik der indogermanischen Sprachen. Kurzgefasste Darstellung der Geschichte des Altindischen, Altiranischen (Avestischen und Altpersischen), Lateinischen, Umbrisch-Samnitischen, Altirischen, Gotischen, Althochdeutschen, Litauischen und Altkirchenslavischen (con Berthold Delbrück), 2ª edizione, Strasburgo, Trubner, 1897-1916
- (DE)  Kurze vergleichende Grammatik der indogermanischen Sprachen. Auf Grund des funfbandigen Grundrisses der vergleichenden der indogermanischen Sprachen (con Berthold Delbrück), Strasburgo, Trubner, 1902-1904, 3 voll.:
  - I: Einleitung und Lautlehre, 1902
  - II: Lehre von den Wortformen und ihrenm Gebrauch, 1903
  - II: Lehre von den Satzgebilden, 1904

Ora in:  Karl Brugmann, Berthold Delbrück, Kurze vergleichende Grammatik der indogermanischen Sprachen. Auf Grund des funfbandigen Grundrisses der vergleichenden der indogermanischen Sprachen, Berlino-New York, de Gruyter, 1922.
- (DE)  Die Demonstrativpronomina der Indogermanischen Sprachen. Eine Bedeutungsgeschichtliche Untersuchung, Lipsia, B.G. Teubner, 1904
- (DE)  Zur Kritik der kunstlichen Weltsprachen (con August Leskien), Strasburgo, Trubner, 1907
- (DE)  Eirene. Eine sprachgeschichtliche Untersuchung, Lipsia, B.G. Teubner, 1916
- (DE)  Die Syntax des einfachen Satzes im Indogermanischen, in: Indogermanische Forschungen, 43, Beiheft, 1925

### Miscellanee
- (DE) Karl Brugmann, Hermann Osthoff, Lieber freund... Die Briefe Hermann Osthoffs an Karl Brugmann, 1875 - 1904, a cura di Eveline Einhauser, Treviri, WTV, 1992, ISBN 978-3-88476-053-6.
- Karl Brugmann, La linguistica tra naturalismo e storicismo. Antologia di testi, a cura di Francesca Santulli, Milano, Arcipelago, 1999, ISBN 88-7695-189-X.
- (DE) Karl Brugmann, Aus Karl Brugmanns Jugenderinnerungen, a cura di Rüdiger Schmitt; Gerhard Brugmann, Vienna, Verlag der Osterreichischen Akademie der Wissenschaften, 2009, ISBN 978-3-7001-6542-2.